# Iara Vargas
Iara Lopes Vargas (São Borja, 29 de outubro de 1921 – Rio de Janeiro 16 de março de 2007) foi uma filósofa e política brasileira.
Sobrinha do ex-presidente Getúlio Vargas, Iara é fundadora, junto com Leonel Brizola, do Partido Democrático Trabalhista (PDT).

## Dados biográficos
Iara conheceu Brizola ainda adolescente, quando estudaram juntos e iniciaram uma amizade de mais de 60 anos. Iara cursou a antiga Faculdade de Filosofia, tendo estudado também nos Estados Unidos. Começou a trabalhar no Ministério da Educação. No governo João Goulart, foi assessora da primeira-dama Maria Teresa Fontela Goulart na Legião Brasileira de Assistência (LBA). Maria Teresa e Iara eram primas-irmãs.
Iara Vargas pertencia ao antigo Partido Trabalhista Brasileiro (PTB) do Rio de Janeiro (então Estado da Guanabara), onde se elegeu deputada estadual em 1966, mas foi cassada pela Ditadura Militar em 1969. Com a anistia e a volta do exílio de Leonel Brizola, juntou-se a ele para fundar o PDT.
Foi a deputada estadual mais votada em 1982, sendo reeleita em 1986 e 1990. Foi ainda secretária da Educação do estado do Rio de Janeiro e presidente do Conselho Estadual de Educação. Em 1998, foi eleita suplente de senador, encerrando posteriormente sua carreira política.  
Em todos os cargos que ocupou sempre foi uma referência de ética e lealdade aos ideais do autêntico trabalhismo brasileiro.